# Грунионы
Грунионы (лат. Leuresthes) — род лучепёрых рыб семейства атеринопсовых (Atherinopsidae). Распространены в центрально-восточной части Тихого океана.  Морские прибрежные пелагические рыбы. 

## Биология
Грунионы характеризуются необычным нерестовым поведением, откладывая икру на берегу. В периоды высоких приливов самки с приливной волной перемещаются на песчаные пляжи и зарываются в песок хвостом вперёд. Самцы следуют за самками, обвиваются вокруг тела самки и выпускают сперму. После этого сразу возвращаются в море. После оплодотворения икры самки также перемещаются в море. Икра инкубируется в песке в течение 10 дней. Во время следующего высокого прилива из икры вылупляются личинки, которые сносятся отливной волной в прибрежные воды.

## Классификация
В состав рода включают 2 вида:
- Leuresthes sardine (O. P. Jenkins & Evermann, 1889). Калифорнийский залив. Максимальная длина тела 25 см.
- Leuresthes tenuis (Ayres, 1860) — Грунион. От залива Монтерей до Нижней Калифорнии, включая Калифорнийский залив. Максимальная длина тела 19 см.